# Булансаз
Буланса́з (рос. Булансаз, башк. Боланһаҙ) — присілок у складі Шаранського району Башкортостану, Росія. Входить до складу Мічурінської сільської ради.
Населення — 104 особи (2010; 119 у 2002).
Національний склад:
- татари — 59 %